# Tour Super-Italie
Tour Super-Italie ist der Name eines Hochhauses im 13. Arrondissement von Paris. Der Bau des Hochhauses dauerte von 1970 bis Februar 1974. Das im Stil der Moderne erbaute Gebäude verfügt über 38 Etagen und misst 112 Meter. Entworfen wurde das Hochhaus vom Architekten Maurice Novarina. Eine Besonderheit stellt ein privates Schwimmbad in der 34. Etage dar. Ursprünglich war geplant, einen zweiten identischen Wohnturm in unmittelbarer Nähe zu erbauen. Diese Pläne wurden jedoch nie umgesetzt. Insgesamt wiegt der Wohnturm 44.000 Tonnen, was ihn viereinhalb mal so schwer macht wie den Eiffelturm.
Der Wohnturm ist mit der Métrostation Maison Blanche an den öffentlichen Nahverkehr im Großraum Paris angebunden.